# Dieudonné Nzapalainga
Dieudonné Nzapalainga C.S.Sp. (* 14. března 1967, Bangassou) je římskokatolický duchovní, biskup arcidiecéze banguiské ve Středoafrické rapublice, kterého dne 19. listopadu 2016 papež František jmenoval kardinálem.